# Bandeira do Tennessee

Bandeira do Tennessee.

Bandeira do governador

A bandeira do Tennessee consiste em um emblema em uma fundo vermelho, com uma faixa azul na abertura dianteira. O emblema do meio consiste de três estrelas em um círculo azul. A bandeira foi desenhada pelo Coronel LeRoy Reeves da Guarda Nacional do Tennessee. A Legislatura do estado do Tennessee adotou, oficialmente, a bandeira em 17 de abril de 1905. A bandeira foi hasteada pela primeira vez em 10 de outubro de 1911, durante uma cerimônia dedicatória para a Escola Normal do Leste do Tennessee em Johnson City.

## Descrição
As três estrelas representam as principais divisões geográficas do estado, Tennessee do Leste, Tennessee do Meio e Tennessee do Oeste. O círculo azul em volta das estrelas representam a harmonia e a unidade das três divisões do estado. A barra azul na borda da bandeira foi puramente uma consideração do desenho. A revista National Geographic erroneamente reportou em outubro de 1917 que as estrelas representavam a posição do Tennessee como o terceiro estado a fazer parte dos Estados Unidos depois dos treze originais.